# ناباسپدییا د کرنخا
ناباسپدییا د کرنخا دهستانی در استان آبیلای اسپانیا است.
در این دهستان ۱۳۲ نفر زندگی می‌کنند. مساحت این دهستان ۲۹٫۶۸ کیلومتر مربع است.